# Douna
Douna est un village du département et la commune rurale de Douna, dont il est le chef-lieu, situé dans la province de Léraba et la région des Cascades au Burkina Faso.

## Éducation et santé
La commune accueille un centre de santé et de promotion sociale (CSPS).

## Culture
- Cavernes de Douna